# Troisième circonscription de Valenciennes
La troisième circonscription de Valenciennes était une circonscription législative française que comptait le département du Nord sous la Troisième République  de 1889 à 1919 et de 1928 à 1940.

## Description géographique et démographique
La troisième circonscription de Valenciennes était située à la périphérie de l'agglomération valenciennoise. Située entre les arrondissements de Douai et d' Avesnes-sur-Helpe, la circonscription est centrée autour de la ville de Denain. 
Elle regroupait les divisions administratives suivantes : canton de Bouchain ; canton de Denain et le canton de Valenciennes-Sud.

## La circonscription de 1889 à 1919

### Historique des députations
| Législature     | Début de mandat   | Fin de mandat   | Député élu                      | Parti politique    | Observations                                           |
| --------------- | ----------------- | --------------- | ------------------------------- | ------------------ | ------------------------------------------------------ |
| 5e législature  | 22 septembre 1889 | 14 octobre 1893 | Charles Thellier de Poncheville | Union des Droites  |                                                        |
| 6e législature  | 20 août 1893      | 31 mai 1898     | Hector Sirot-Mallez             | Républicain        |                                                        |
| 7e législature  | 22 mai 1898       | 8 novembre 1898 | Hector Sirot-Mallez             | Républicain        | Décès du député Hector Sirot-Mallez le 8 novembre 1898 |
| 7e législature  | 22 janvier 1899   | 31 mai 1902     | César Sirot                     | Radical-socialiste |                                                        |
| 8e législature  | 11 mai 1902       | 31 mai 1906     | Auguste-Robert Selle            | Socialiste         |                                                        |
| 9e législature  | 6 mai 1906        | 31 mai 1910     | Auguste-Robert Selle            | Parti socialiste   |                                                        |
| 10e législature | 24 avril 1910     | 31 mai 1914     | Auguste-Robert Selle            | SFIO               |                                                        |
| 11e législature | 26 avril 1914     | 7 décembre 1919 | François Lefebvre               | SFIO               |                                                        |

## La circonscription de 1928 à 1940

### Historique des députations
| Législature     | Début de mandat | Fin de mandat   | Député élu        | Parti politique | Observations                                                                                     |
| --------------- | --------------- | --------------- | ----------------- | --------------- | ------------------------------------------------------------------------------------------------ |
| 14e législature | 29 avril 1928   | 31 mai 1932     | François Lefebvre | SFIO            |                                                                                                  |
| 15e législature | 8 mai 1932      | 31 mai 1936     | Sulpice Dewez     | PCF             |                                                                                                  |
| 16e législature | 3 mai 1936      | 21 janvier 1940 | Sulpice Dewez     | PCF             | Un décret de juillet 1939 a prorogé jusqu'au 31 mai 1942 le mandat des députés élus en mai 1936. |